# ادامستوون (مریلند)
ادامستوون (به انگلیسی: Adamstown) شهری در ایالت مریلند کشور ایالات متحده آمریکا است که جمعیت آن در سرشماری سال ۲۰۱۰ میلادی، ۲٬۳۷۲ نفر بوده‌است.